# Paul Géroudet
(Paul Géroudet)
Paul Géroudet (Ginevra, 13 dicembre 1917 – Ginevra, 23 novembre 2006) è stato un ornitologo e naturalista svizzero.
Redattore dal 1939 al 1994  della rivista "Nos Oiseaux", studiò gli uccelli rapaci e il loro ruolo nell'ecosistema.
Le specie da lui studiate furono soprattutto il barbagianni, l'aquila reale, il grifone, il gipeto, l'avvoltoio monaco, ed il capovaccaio.
Documentò l'estinzione della colonia di grifoni siciliana avvenuta nel 1965 a causa dell'uso di esche avvelenate alla stricnina per l'uccisione delle volpi.